# Drummondia ussuriensis
Drummondia ussuriensis är en bladmossart som beskrevs av Brotherus 1965. Drummondia ussuriensis ingår i släktet Drummondia och familjen Orthotrichaceae. Inga underarter finns listade i Catalogue of Life.